# 三島加茂インターチェンジ
三島加茂インターチェンジ（みしまかもインターチェンジ）は、静岡県三島市字賀茂之洞にある伊豆縦貫自動車道（東駿河湾環状道路）のインターチェンジである。
なお、インターチェンジの形状は丁型である。東駿河湾環状道路は無料で通行できるため、料金所は設置されていない。
当IC付近の本線通過区域にある廃棄物埋立地で、埋立廃棄物除去処理に当初の想定以上の時間を要したため、当初は2009年春頃とされていた東駿河湾環状道路の部分開通時期が2009年7月27日に延期された。また、開通後も工事の遅れの影響で当ICは供用されていなかったが、2012年3月24日から供用開始された。

## 接続する道路
- 三島市道祇園原線
- 三島市道加茂沢地線

## 歴史
- 1987年10月2日 : 岡宮IC（現・沼津岡宮IC） - 玉沢IC（現・三島玉沢IC）間の都市計画決定
- 1988年度 : 長泉IC - 加茂IC（現・三島加茂IC）間事業化
- 1988年度 : 加茂IC（現・三島加茂IC） - 玉沢IC（現・三島玉沢IC）間事業化
- 1989年度 : 用地買収に着手
- 1995年度 : 着工
- 2009年7月27日 : 沼津岡宮IC - 三島塚原IC間開通
- 2012年3月24日 : 供用開始

## 周辺施設
- みしま聖苑
- 三島市清掃センター
- 龍沢寺
- 三島沢地工業団地[5]

## 隣
E70 伊豆縦貫自動車道（東駿河湾環状道路）
(4)三島萩IC（下田方面出入口） - (5)三島加茂IC - (6)三島塚原IC